# Hong Un-Jong
Dit is een Koreaanse naam; de familienaam is Hong.
Hong Un-Jong (Koreaans: 홍은정) (Hamgyong, 9 maart 1989) is een turnster uit Noord-Korea. Ze vertegenwoordigde haar vaderland op de Olympische Zomerspelen 2008 in Peking en op de Olympische Zomerspelen 2016 in Rio de Janeiro. Hong was de eerste vrouwelijke turnster die een Olympische medaille behaalde voor Noord-Korea.
Hong mocht niet deelnemen aan de Olympische Zomerspelen 2012 in Londen, omdat Noord-Korea van 2010 tot en met 2012 door de Internationale Gymnastiek Federatie (FIG) was geschorst van internationale turnevenementen. Dit kwam doordat haar zus Hong Su-Jong bij eerdere turnwedstrijden, waaronder de Olympische Zomerspelen 2004, tegenstrijdige leeftijdsinformatie had gegeven (geboortejaren wisselend van 1985, 1986 en 1989).

## Resultaten

### Olympische Zomerspelen
| Jaar | Plaats | Resultaten |
| ---- | ------ | ---------- |
| 2008 | Peking | Sprong     |

### Wereldkampioenschappen
| Jaar | Plaats    | Resultaten                         |
| ---- | --------- | ---------------------------------- |
| 2007 | Stuttgart | 23e Individuele meerkamp 4e Sprong |
| 2009 | Londen    | 5e Sprong                          |
| 2013 | Antwerpen | Sprong                             |
| 2014 | Nanning   | Sprong                             |
| 2015 | Glasgow   | Sprong                             |

### Top scores
Hoogst behaalde scores op mondiaal niveau (Olympische Spelen of Wereldkampioenschap finales).
| Onderdeel            | Score  | Wedstrijd                   | Locatie   |
| -------------------- | ------ | --------------------------- | --------- |
| Individuele meerkamp | 55.200 | Wereldkampioenschappen 2007 | Stuttgart |
| Sprong               | 15.650 | Olympische Zomerspelen 2008 | Peking    |